# بیابان لاگوآخیرا

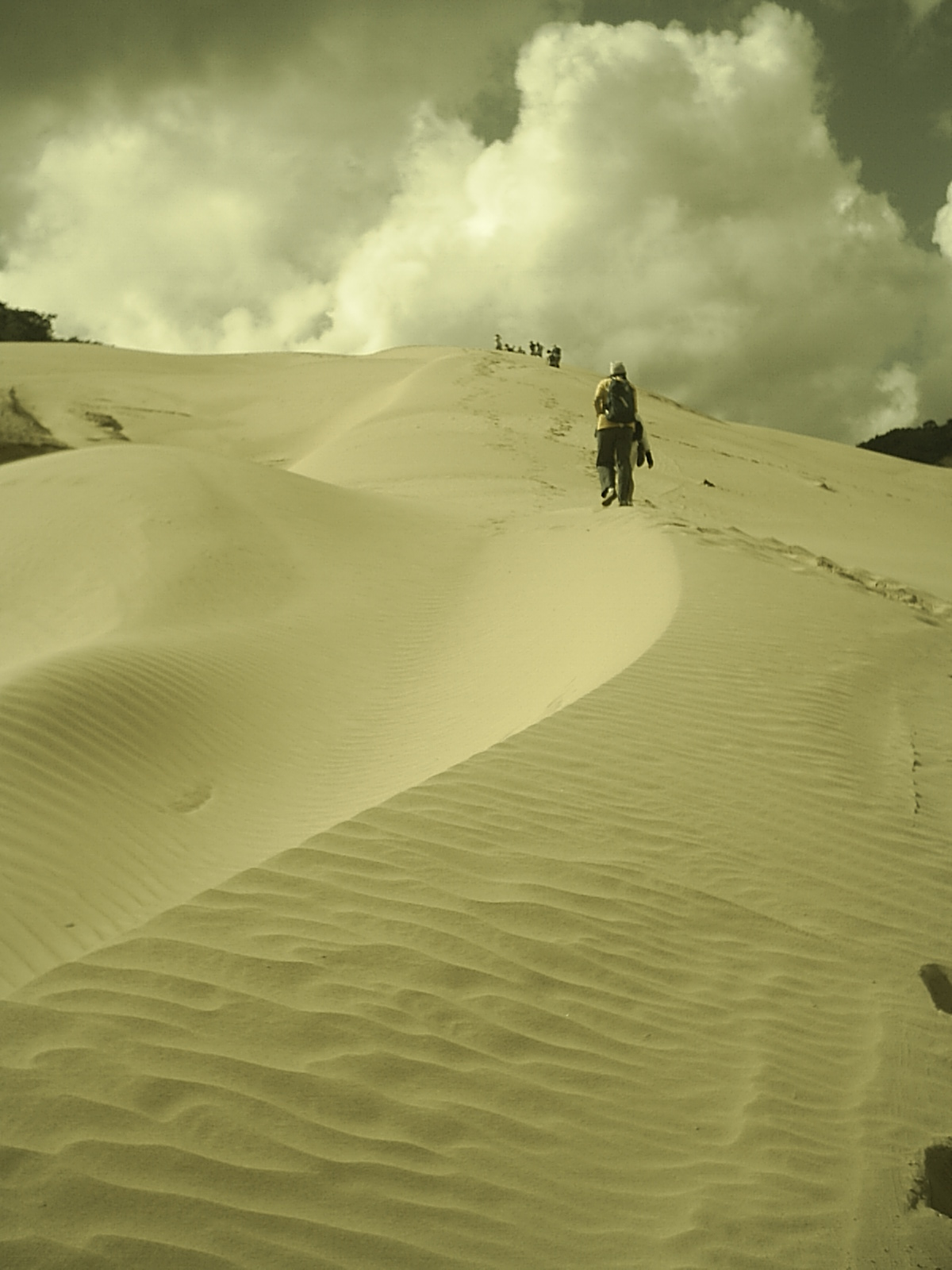
بیابان لاگوآخیرا

لاگوآخیرا (La Guajira) نام بیابانی است واقع در بخش شمالی کلمبیا، ۱۱۰۰ کیلومتر در شمال بوگوتا در شهرستان لا گواخیرا که بخش‌هایی از ونزوئلا را هم پوشش می‌دهد. این بیابان دارای معدن‌های بزرگ زغال‌سنگ است. به دلیل نزدیکی این منطقه به خلیج ونزوئلا ساکنان آن مهارت ویژه‌ای در غواصی و صید مروارید دارند.
پارک ملی طبیعی ماکوئیرا در این بیابان قرار دارد و ۲۵۰۰۰ هکتار از تنها رشته کوه این بیابان را پوشش می‌دهد و ارتفاع آن از ۰ تا ۴۵۰ متر کشیده شده است. این پارک در سال ۱۹۷۷ ثبت شد. دمای منطقه در حدود ۲۷ درجهٔ سانتیگراد است.